# Poieni (okręg Kluż)
Poieni – wieś w Rumunii, w okręgu Kluż, w gminie Poieni. W 2011 roku liczyła 1051 mieszkańców.